# 電気車の速度制御
| 電気車の例 · 動力を伝える台車 · 機関士による制御 · 速度計 |

電気車の速度制御（でんきしゃのそくどせいぎょ）は、電気機関車や電車など電気を動力とする鉄道車両（電気車）を対象とした速度の制御方法である。本項では電気車に用いられる電動機の特性、および起動時や加速時の出力制御について、定トルク制御域、定出力制御域、特性領域と呼ばれる速度領域に分けて解説する。

## 概要
- 電気車 - 電車や電気機関車など電気を動力として走行する車両。
- 力行（りっこう） - 車両が駆動力を発して走行する状態。
- 惰行（だこう） - 車両が惰性で走行する状態。
- 主電動機 - いわゆる電気モーター。電力を回転運動に変換する原動機。電動空気圧縮機、電動発電機、電動送風機などの補機用電動機との区別のため、特に動力車の走行用電動機を「主電動機」と呼ぶ。
- トルク - 回転力とも。回転運動における力に相当。
- 回転数 - 回転速度。単位時間あたりの回転回数。乗り物など多くの機械類では、1分あたりの回転速度を表す単位として「rpm」が用いられている。
- 出力 - パワー・馬力とも呼ばれる仕事率。力×速度、あるいはトルク×回転数で表せる。

1879年、シーメンス（ドイツ）が電車の試験運行を実施して以来、電気を動力とした鉄道（電気鉄道）は発展を続け、現代では鉄道の主たる方式となっている。
国内外問わず一般的な電気車の構成は下図のとおりである。パンタグラフ等の集電装置によって外部より電力を取り入れ、運転席からの指令によって主制御器が走行に適した電力に変換し、台車、台枠、車体のいずれかに装架した主電動機に電力が送られ、トルクすなわち回転力を発する。

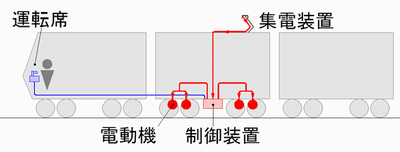
電気車のうち、一般的な電車の構成を表現した図。

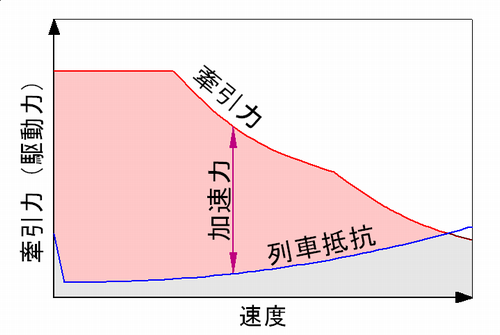
牽引力（駆動力）と速度の関係を表現した図。

電動機から車輪に伝達されたトルクは牽引力となり、走行にともなって発生する列車抵抗を差し引くと、電気車の加速力が得られる（右図）。
電気車において特徴的な部分は、レシプロエンジンやガスタービンエンジンを機械的に駆動力として利用する鉄道車両や自動車のように、複雑な変速装置と言った機構を必要としないことである。すなわちギア比は固定であり、かつトルクコンバータやクラッチなどの機構を有することなく、起動から高速走行まで対応している。この実現のため、始動トルクが大きい電動機を採用したうえで、速度に応じて電動機を制御する。起動時から低速域では一定の大きなトルクを発し、中速域に達すると出力を最大に保ったまま加速する制御が用いられている。
以下、電気車の主電動機に用いられる電動機の特性について述べ、その代表例として直巻整流子電動機、かご形三相誘導電動機について解説する。さらに、主電動機の特性や電化方式、技術の変遷によって分類されるさまざまな制御方式を、従来の抵抗制御・弱め界磁制御から最新のインバータ制御に至るまでその機構について説明する。

## 電気車と電動機

### 電気車に求められる電動機特性
鉄道車両は停止状態から高速域まで幅広い速度で走行し、勾配や牽引重量の変化により負荷が変動することから、電気車の動力源として電動機には次のような特性が求められる。
- 起動時のトルクが大きいこと。
- 速度の向上とともにトルクが減少していくこと。
- 幅広い速度域で性能を発揮でき、速度の制御が容易であること。

産業用の電動機、たとえば送風機やポンプは起動時の負荷が小さく、速度とともに負荷が上昇するものが多い。しかし、鉄道車両は始動時に牽引重量や出発抵抗といった大きな負荷が作用するため、起動時に大きなトルクが必要である。
また、一般の鉄道は、レールと車輪に生じる摩擦によって駆動力（トルク）を伝達する。これを粘着と呼ぶが、鉄同士の小さな摩擦であることから、登坂区間や雨天時などにおいて空転を引き起こす。ここで、電動機が速度の向上とともにトルクが減少する特性を持っていれば、空転を起した車輪は回転速度が急激に上がることでトルクを失い、再粘着して空転が収束しやすい。
このほか、負荷や電圧の変動に耐えられることや、複数の電動機を用いても負荷の不均衡が生じにくいことなどが必要とされる。

### 直流整流子電動機
- 直流 - 流れる方向が変化しない電流。電池のようにプラス・マイナスの電源電極が定まっている。
- 交流 - 時間とともに流れる方向が変化する電流。家庭用のコンセントから得られる単相交流や、3系統からなる三相交流などがある。

整流子電動機の動作。外側に配置される界磁と、内側で回転する電機子による構成。手前は整流子とブラシ。

電動機は回転する軸を持つ回転子と、回転子との相互作用によりトルクを発生させる固定子から構成される。電気車には、回転子に電機子、固定子に界磁と呼ばれる電磁石をそれぞれ配置した直流整流子電動機（電磁石界磁形整流子電動機）が古くから用いられてきた。この電動機は、電機子の回転に応じて極性を変えるための整流子やブラシを必要とするが、始動トルクが大きい、速度制御が容易などの利点を持つ。
さらに直流整流子電動機は、界磁と電機子を並列に接続する分巻、直列に接続する直巻、これら双方を合わせ持つ複巻に分類され、下表のように特性が異なる。このほか界磁を別電源とする他励方式もあり、その特性は分巻に類似する。
| 図中 - M-電機子 ・ f-界磁 |                                   |                                                         |                         |
| 種別                      | 分巻電動機                        | 直巻電動機                                              | 複巻電動機              |
| 界磁                      | 電機子と並列 （図-A）             | 電機子と直列 （図-B）                                   | 並列および直列 （図-C） |
| 特性                      | トルクは負荷電流に比例 定速度特性 | 始動トルク大 トルクは電流の2乗に比例 負荷に応じ速度変化 | 分巻と直巻の中間特性    |

上記の中では、始動トルクが大きく速度変化の容易な直巻電動機が電気車の電動機として適しており、黎明期から搭載し活用された。また、界磁の制御がしやすい複巻電動機も、定速度制御や回生ブレーキを目的に採用された製品が存在する。

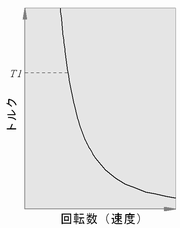
直巻整流子電動機における回転速度（横軸）と発生トルク（縦軸）の関係を描いた相対関係図。

ここで、直巻電動機の特性について整理しておく。整流子電動機においてトルク（{\displaystyle T}）は、界磁による磁束（{\displaystyle \phi \,}）と電機子電流（{\displaystyle I_{a}\,}）の積に比例する。
- {\displaystyle T=k\cdot \phi \cdot I_{a}}

また、磁束は界磁電流（{\displaystyle I_{f}\,}）に比例し、直巻電動機では界磁電流と電機子電流が一致することから、磁束は電機子電流に比例する。したがって、直巻電動機のトルクは電機子電流の2乗に比例する。
- {\displaystyle \phi =k_{1}\cdot I_{f}=k_{1}\cdot I_{a}}
- {\displaystyle T=k\cdot \phi \cdot I_{a}=k_{2}\cdot I_{a}^{2}}

（ここに{\displaystyle k,k_{1},k_{2}\,}は任意の定数）
一方、電動機は発電機と基本構造が同じであり、界磁の中で電機子が回転すると起電力が発生する。これは電動機に与える電圧と逆向きに作用するため、逆起電力と呼ばれる。逆起電力は回転数と磁束の積に比例して増加することから、回転数が上がると電機子電流が流れにくくなりトルクが低下する。
これらの結果をまとめると、直巻電動機の特性は、
- 電流は回転数に反比例する。
- トルクは回転数の2乗に反比例する。

となり、右図に示す性能曲線が得られ、電気車が求める特性に合致したものとなる。

### 三相交流電動機
- 単相交流 - 1系統の電線を流れる交流。家庭用電源や鉄道の交流電化に用いられる。
- 三相交流 - 波形の位相を120度ずらした3系統で構成される交流。

| 単相交流 | 三相交流 |
| 単相交流 | 三相交流 |

かご形三相誘導電動機。
固定子に三相交流を流すと、誘導電流を生じた回転子が回転。

前項では直流電源による電動機について述べたが、さらに交流電源を使用する電動機について解説を加える。
整流子電動機も交流電源で使用が可能であるが、交流電源には誘導電動機や同期電動機が一般に広く使われる。整流子電動機が整流子とブラシにより極性を変えて回転するのに対し、これらの電動機は電圧の向きが周期的に変化する交流電源に同期して回転するものである。
これらの電動機は回転速度が電源周波数に依存するため、細かな速度制御が難しく、鉄道車両のような使用速度域の広い電動機には不向きとされてきた。しかし、20世紀後半のパワーエレクトロニクスの発展によって、電圧や周波数を自在に制御できるインバータが開発されると、一気に電気車の電動機として採用が進んだ。
とりわけ電気車に採用が多いのは、かご形三相誘導電動機である。この電動機は三相交流を流す固定子と、かご形構造の回転子により構成される。固定子に電流を流すと、三相交流の波形に応じた回転磁界が発生し、かご形の回転子に誘導電流が流れて回転する仕組みである。整流子電動機とは異なり、回転子の誘導電流は回転磁界によって自然に生じるものであり、回転子へ電流を流すための整流子・ブラシを必要としないことから、小型・軽量化が図れるとともに高回転・高出力化も容易で保守性にも優れる。
かご形三相電動機のトルク（{\displaystyle T}）は、電源電圧（{\displaystyle V}）、電源周波数（{\displaystyle f_{i}}）、回転磁界の回転速度（{\displaystyle n_{s}}）、回転子の回転速度（{\displaystyle n_{r}}）と、
- {\displaystyle f_{s}=s\cdot f_{i}=(n_{s}-n_{r})/n_{s}\cdot f_{i}}
- {\displaystyle T=k(V/f_{i})^{2}\cdot f_{s}}

の関係にある。ここに、{\displaystyle s}はすべり、{\displaystyle f_{s}}はすべり周波数と呼ばれるもので、すべりは磁界と回転子の回転速度の差であり、回転子に自励電流を生じさせ誘導電動機にトルクを与えるものである。上式から、誘導電気の特性は、
- トルクは電圧の2乗に比例し、電源周波数の2乗に反比例する。
- トルクはすべり周波数に比例する。
- 電圧と周波数を比例させれば≡電圧／周波数を一定に加速すれば定トルクが得られる。

となり、ここで電源電圧およびすべり周波数を一定とすれば、直巻電動機と同様に『トルクが回転数の2乗に反比例』の特性が得られる。
最近では、誘導電動機に代わって埋込構造永久磁石同期電動機 (IPMSM) の採用も増えている。回転子に永久磁石を埋め込んだ空げきのある常磁性体を用いた電動機で、誘導電動機に比べ何らかの損失が少なく、高い効率が得られることが特長である。また、稼働時の放熱が小さいことから密閉構造とすることができ、騒音軽減や電動機内部への粉塵浸入の抑制も容易である。このような特長から、電気自動車やハイブリッドカーではIPMSMの採用が目立っている。一方で、永久磁石の鎖交磁束によって固定子における鉄損や誘起電圧が発生するため、必要に応じて無負荷（惰行運転）時にも弱め磁束制御を手動で行うほか、インバータの故障時に短絡電流を遮断する機器が必要である。また同期電動機としての特性上、複数のモーターを一括制御することは不可能であり、個別制御が必須となり構造が複雑になる。

## 速度制御の基本

### 電気車における速度制御
本来、速度制御とは電動機に与える特性値を調整して、負荷とつり合う回転速度を得ることを指す用語である。しかし、鉄道車両はあらゆる負荷が大きく、目標とする速度に達するまで相応の時間を要することから、異なる手法が採られる。
一般に電気車では、各速度領域における可能な限りの出力を得て、目標となる速度までいち早く加速するよう制御する。目標速度に達すると、電動機の出力を切ってしまい（ノッチオフという）惰性で走行するか、もしくは出力を低減して速度を維持するといった手法が採られる。このように、電気車においては、出力の制御を行った結果として得られる速度を、慣例的に速度制御と呼んでいる。
| 電動機の速度制御                              | 電気車の速度制御                                                                                 |
| --------------------------------------------- | ------------------------------------------------------------------------------------------------ |
| 電圧や界磁を制御 ↓ 負荷とつり合う速度で定回転 | 電圧や界磁を制御し 最大の加速力を得る ↓ 目標の速度に達する ↓ 加速を止め惰行運転 または定速度制御 |

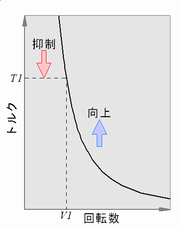
図A - 速度制御の考え方
低速域ではトルクを抑え、高速域ではトルクを向上させる

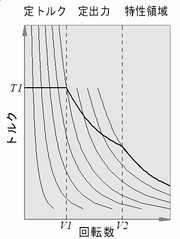
図B - 速度に応じて特性曲線（細線）を変え、太線に沿った制御を行う。

前述のとおり電気車の電動機は始動トルクが大きく、速度とともにトルクが低下する特性が求められる。しかしながら、このような特性の電動機は速度が低いほどトルクや電流が大きくなるため、低速度から所定の特性を発揮させると、粘着力以上のトルクを発生して空転を起こしたり、過剰な電流が流れて電動機を焼損するといった問題を生じる。また、速度が上がるにつれて急速にトルクが低下するため、高速化の障害となりかねない。
そこで多くの場合、低速域では電流およびトルクを抑制して一定値に保ち、高速域ではトルクがあまり低下しないよう制御を行う。図Aはこの制御の考え方をグラフに示したものであり、回転数が低いときはトルクを抑えてT1に保ち、回転数がV1を越えると低下するトルクの向上を図る。これを実現するため、速度に応じて電圧や界磁等を変化させ、異なる特性曲線（図Bの細線）を得てトルクの制御を行う。
具体的な特性設計基準となる考え方としては、レールと車輪の粘着力限界を前提に、降雨など一般的悪条件で空転や滑走を起こさない範囲で加速・減速トルクを設定することが実用上の最大加速度、最大限速度を得る基本になる。
一般的には定加速、定減速制御と思われている応荷重装置も、動作の実態は粘着力限界内制御装置であり、軽荷重ではそれに応じてトルクを減じて、空転・滑走を起こさない限界内で動作させる装置である。この考え方だと直巻電動機である必要はなく、分巻電動機や誘導電動機、同期電動機を鉄道車両に使うことができる。
粘着力は速度が上がるに連れて減少するが、制御系に速度情報を取り込まないシステムでは速度V1以下が定トルクであるが、速度情報を取り込んで低速では大トルクとして引張力を上げることが可能で、近年の新幹線車両などは粘着力速度特性を想定して速度に応じてトルクを変えている。
以下、図Bを参照しながら速度域ごとに制御方法を概説する。

### 定トルク制御
起動時から低速域の範囲においては、必要とする以上のトルクを電動機が発生するため、電流を抑制して一定のトルクに保つ。主として電動機への電圧を変えることで制御する。起動時は電圧をごく低くしておき、図Bにおける左端の細線の特性を得る。速度が上がるとトルクは低下するため、これに合わせ徐々に電圧を上げていくと、特性曲線は順に右へ移動していき、トルクをほぼ一定に保つことができる。このとき、電動機の電流は一定に制御され、出力は速度とともに増加する。この制御は電圧が最大となる回転数V1まで行う。
鉄道車両の走行抵抗は一般に小さく、低速領域では速度にかかわらず大きな変化はないことから、電動機の発生トルクが一定であれば、ほぼ一定の加速度が得られる。このことから、定トルク制御を行う速度領域を定加速度領域と呼ぶことがある。

### 定出力制御
電動機へ与える電圧（印加電圧）が最大となる（=回転数がV1に達する）と、そのままでは後述の特性領域として電動機の特性により速度反比例で電流が低下し、トルクが速度の2乗に反比例して急激に低下する。ここでさらに加速をしたい場合は、電圧制御以外の方法で電流やトルクの低下を抑制する制御方法が採られる。すなわち印加電圧はそのままに、最大電圧到達以降も一定電流で加速を続けると一定入力電力（=一定電圧×一定電流）となり、一定出力になる。これを定出力制御と呼ぶ。整流子電動機では界磁を弱める制御、誘導電動機ではすべり周波数を増やす制御を行って、その制御限界まで電流を一定に保つよう制御する。これにより、トルクは速度に反比例するようになり、速度の2乗に反比例する特性領域としてそのまま運転するよりもトルク低下を防いで加速力を確保できる。
定出力制御は必ず行われるものではなく、かつては弱界磁制御をしない車両が普通だったし、定トルク制御領域を広く取り、そのまま特性領域へ移行する方式もある。交流電化専用車両では変圧器次第で印加電圧の制御幅を広く採れるため、このようなケースがしばしば見られる。

### 特性領域
速度が上がり最大電圧に達すると（回転数V1）、あるいは定出力制御が限界に達すると（回転数V2）、これ以上の速度向上は電動機の特性に依存する。すなわち、速度に反比例して電流は低下し、トルクは速度の2乗に反比例して低下していく。
以下、表に各速度領域における速度上昇と印加電圧、電流、発生トルク、出力の関係について示す。
| 速度領域 | 定トルク制御域   | 定出力制御域       | 特性領域                      |
| -------- | ---------------- | ------------------ | ----------------------------- |
| 速度領域 | 起動から低速域   | 中速域             | 高速域                        |
| 電圧     | ▲増加 速度に比例 | 一定（最大値）     | 一定（最大値）                |
| 電流     | 一定             | 一定               | ▼低下 速度に反比例            |
| トルク   | 一定             | ▼低下 速度に反比例 | ▼急激に低下 速度の2乗に反比例 |
| 出力     | ▲増加 速度に比例 | 一定               | ▼低下 速度に反比例            |

## 速度やトルクを制御する方法

### 電動機の印加電圧を変える方法
整流子電動機の速度制御を行うにあたってもっとも効果的な方法は、電動機に作用する電圧（印加電圧）を変えることである。速度やトルクの制御が容易で、広い速度範囲を制御できるため、定トルク領域で用いられる。
下図は速度変化と電圧の制御について概念を示したものである。
1. 回転速度が低いときは逆起電力が小さく、高い電圧を電動機にかけると過大電流が流れることから、低い電圧で起動する（図中：第一段階）。
2. やがて回転速度が上がってくると、電機子の逆起電力が増加し、電機子電流が減少して発生トルクが下がってゆく（図中：第二段階）。
3. そこで印加電圧を上げ、電機子電流を確保する（図中：第三段階）。

この要領で速度の上昇とともに電圧を上げ、電機子電流とトルクを一定に保ちながら制御を行うのが、電圧による速度の制御である。
| 第一段階                                                   | 第二段階                                                         | 第三段階                                         |
| ---------------------------------------------------------- | ---------------------------------------------------------------- | ------------------------------------------------ |
|                                                            |                                                                  |                                                  |
| 起動時。逆起電力が小さいので、印加電圧を低くして起動する。 | 回転速度が上がるにつれ、逆起電力が増加して電機子電流が減少する。 | そこで、印加電圧を上げて、電機子電流を確保する。 |

電圧を変動させる手法には、黎明期から採用されてきた簡便な手法から最新技術のパワーエレクトロニクスを用いた手法まで、さまざまな手法が用いられてきた。以下にその方法を概説する。
抵抗制御
電動機の始動時には始動抵抗を電動機と直列に配置し、過大電流を防ぐことがしばしば行われる。抵抗制御は始動抵抗を段階的に用意し、速度制御に応用したものである。簡便な方法であり、電気車の速度制御として古くから広く用いられている。一方で、抵抗による電流の損失や放熱が避けられないこと、抵抗値を変える際（進段時）に車体全体に衝撃が与える為滑らかな加速ができないことが欠点として挙げられる。
直並列組合せ制御
複数の電動機の配列を、直列・並列に切り替えることによって、各電動機の印加電圧を変える方法である。細かな制御はできないが、抵抗制御と組み合わせることで、抵抗損失を減らしたり、制御段数を増やして進段時の衝撃をある程度和らげる効果がある。
電圧制御
電源電圧を直接変化させる方法で、制御の応答が速く効率的であるが、直流電圧を制御するのは難しく、装置が大がかりで高価となりやすい。
この方法は交流電化から発展が見られた。ワードレオナード制御は交流電源に電動発電機を組み合わせたもので、発電機の界磁制御によって出力電圧を制御する方式である。電圧を自在に制御でき、直流への整流も同時に行えるが、電動機や発電機が別途必要なことから、重量が大きく設備費が高額となることが欠点で、電気車において主たる方式とはならなかった。また、交流は変圧器を用いて電圧を簡単に変えることができることから、変圧器の巻数を可変として出力電圧を制御し、直流に整流する仕組みがタップ制御である。さらに、整流器に制御電極を組み合わせると、連続的に電圧を変化できる位相制御が可能である。当初、水銀整流器が用いられ、その後シリコン整流器に制御電極を設けたサイリスタの登場によって、無接点のサイリスタ連続位相制御へと発展した。位相制御は交流波形の一部分を取り出し、パルス状の電源を得て平均電圧を制御するものである。
一方、直流電化では、サイリスタを直流電源に適用したサイリスタチョッパ制御（電機子チョッパ制御）がある。直流電源に対し高速でスイッチオン・オフを行い、平均電圧を制御するもので、連続制御が可能となり、安定した回生制動も得られる。このような方式をパルス幅変調(PWM)と言う。その一方、交流とは異なりスイッチをオフにするための機構が別途必要で、装置も高価であった。
| 方式   | ワードレオナード                         | タップ制御                                 | 位相制御                                                                       | チョッパ制御                                                                   |
| ------ | ---------------------------------------- | ------------------------------------------ | ------------------------------------------------------------------------------ | ------------------------------------------------------------------------------ |
| 動作   | 交流→直流（可変電圧）・交流（可変電圧）  | 交流→直流（可変電圧）・交流（可変電圧）    | 交流→直流（可変電圧）・交流（可変電圧）                                        | 直流→直流（可変電圧）                                                          |
| 概念図 | ワードレオナード方式                     | タップ制御                                 | 位相制御                                                                       | チョッパ制御                                                                   |
| 特徴   | 電動発電機を用いて、出力電圧を連続制御。 | 変圧器の巻線比率を変えて、出力電圧を制御。 | スイッチング素子により、導通時間（電気を流す時間）を変え、平均電圧を連続制御。 | スイッチング素子により、導通時間（電気を流す時間）を変え、平均電圧を連続制御。 |

### 界磁を制御する方法

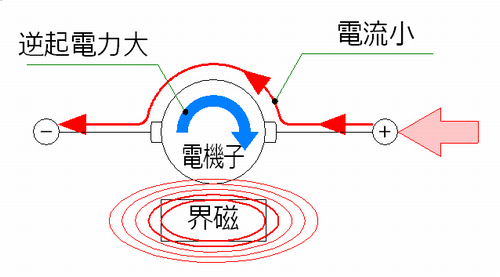
界磁が強いときの状態。逆起電力が大きく、流れる電流は小さい。

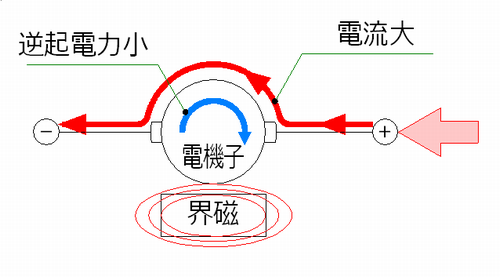
界磁が弱いときの状態。逆起電力が小さくなり、たくさんの電流が流れる。

整流子電動機に界磁調整器を取り付け、界磁の磁束を調整してトルクを制御する方法である。界磁の制御は、印加電圧を制御する方法に比べ効果は小さいが、電流の一部のみを扱うため装置が小型で費用も抑えられる。そこで、電圧による制御が限界に達した中速域から高速域において、加速特性の向上を目指した定出力制御に広く用いられる。
さて、直流整流子電動機の節で前述のとおり、整流子電動機においてトルク（{\displaystyle T\,}）は界磁による磁束（{\displaystyle \phi \,}）と電機子電流（{\displaystyle I_{a}\,}）の積で表されることから、一見するとトルクは界磁に比例するように見える。
{\displaystyle T=k\cdot \phi \cdot I_{a}}
しかしながら実際には逆で、回転する電動機においてトルクは界磁の強さに反比例する特性を持つ。電機子が回転すると逆起電力を生じ、電機子電流が流れにくくなる。一方、逆起電力は回転数と界磁の強さに比例するため、界磁が強いと電機子電流は小さくなり、逆に界磁を弱めると多くの電流が流れるようになる。結果として、電機子電流が大きい後者の方が、トルクは大きくなる。このように、界磁を弱めることでトルクを増加させる方法を弱め界磁制御と呼ぶ。弱め界磁制御は中・高速域でのトルク特性の改善に用いられる。電圧の制御とは異なり、速度の上昇にともなうトルクの低下そのものは免れないものの、低下幅を抑制し、出力（=回転速度×トルク）を一定に保つことができる。
速度ともに上昇する逆起電力に着目し、電圧の制御と比較すると、
- 電圧の制御 - 逆起電力に合わせ印加電圧を制御する
- 界磁の制御 - 逆起電力そのものを制御する

このように言い換えられる。
この特性を活かし、複巻電動機を用いて界磁を制御すると定速運転が可能となる。これは、速度が上昇すると逆起電力を上げて速度を下げ、速度が下がりすぎると逆起電力を低下させて速度を上げる機構である。
このほか界磁の制御方法として、複巻電動機を用いた界磁チョッパ制御・界磁位相制御や、直巻電動機を対象とした界磁添加励磁制御などがある。これらは、比較的高価なチョッパ制御や位相制御を、装置が小型で済む界磁制御に適用し、低い製造費用で回生制動を可能としたものである。加速時の制御においては、弱め界磁と原理に大きな差はない。

### 電圧と周波数を制御する方法

インバータによる交流出力波形。低回転域では電圧と周波数を比例的に増加させ、高速域では周波数のみを増す。

回転子が電機子の回転磁界を追って回転する誘導電動機や同期電動機の速度を制御する場合は、その単体特性に従い印加電圧と周波数を比例的に変える必要がある（右図前半）。電動機の誘起起電圧にインピーダンス降下を加えた電圧を供給して任意速度での運転を行う。これは直流電動機の起動と同じであるが、交流だから周波数の一致と位相関係が問題になる。
初期の電気車では、機械的な回転変流器を車内に設置し、電圧・周波数を可変とした三相交流を作ることを試みたが、必ずしも成功とは言えず、広く普及するには至らなかった。
その後、パワーエレクトロニクスの進歩によりPWMを用いたインバータが開発されると、無接点によるVVVFインバータ制御（可変電圧可変周波数制御=V/f一定制御：V-f比例制御）が可能となり、旧来の整流子電動機を凌駕するようになった。

## 制御方式の変遷と各制御方式の詳説
本節では、実際に用いられる代表的な制御方法を変遷とともに示し、各速度領域における制御の実際について述べる。まず、下表におもな速度制御の手法について、一覧を示した。速度制御の名称は特徴的な部分を抜き出したものとなっているが、実際は速度領域によって複数の制御方法を併用しているものがある。たとえば、界磁制御に特徴のあるものは、定トルク領域では大半が抵抗制御を採用している。
| 制御方式                        | 電化方式        | 電動機  | 速度制御の方法                         | 速度制御の方法                        | 回生ブレーキ                  | 摘要                                      |
| 制御方式                        | 電化方式        | 電動機  | 定トルク制御域                         | 定出力制御域                          | 回生ブレーキ                  | 摘要                                      |
| ------------------------------- | --------------- | ------- | -------------------------------------- | ------------------------------------- | ----------------------------- | ----------------------------------------- |
| 抵抗制御                        | 直流・（交流）* | 直巻    | 抵抗制御（+組合せ制御）                | 分流回路による弱め界磁                | 一般に不可                    |                                           |
| チョッパ制御 （電機子チョッパ） | 直流・（交流）* | 直巻    | チョッパ装置による電圧制御             | 分流回路による弱め界磁                | 可                            |                                           |
| 他励界磁制御 界磁チョッパ制御   | 直流・（交流）* | 複巻    | 抵抗制御（+組合せ制御）                | 分巻界磁の制御による弱め界磁          | 可                            |                                           |
| 界磁添加励磁制御                | 直流・（交流）* | 直巻    | 抵抗制御（+組合せ制御）                | 位相制御電流の添加による弱め界磁（※） | 可                            | ※界磁の位相制御に別途三相交流電源が必要。 |
| タップ制御                      | 交流            | 直巻    | 変圧器のタップ切換による電圧制御       | 分流回路による弱め界磁（※）           | 不可                          | ※定トルク制御のみとする場合もあり。       |
| 無電弧タップ切換                | 交流            | 直巻    | タップ切換と位相制御併用による電圧制御 | 分流回路による弱め界磁（※）           | 可 （要サイリスタインバータ） | ※定トルク制御のみとする場合もあり。       |
| サイリスタ位相制御              | 交流            | 直巻    | 位相制御による電圧制御                 | 分流回路による弱め界磁（※）           | 可 （要サイリスタインバータ） | ※定トルク制御のみとする場合もあり。       |
| VVVFインバータ制御              | 直流・（交流）* | IM PMSM | 可変電圧可変周波数制御                 | すべり周波数制御                      | 可                            |                                           |

*電化方式の『（交流）』は、交流でも可能であるが、いったん直流に整流してから制御するものを示す。

### 古典的な直流電気車の制御
| ジーメンス（左）とスプレイグ（右） |  | ジーメンス（左）とスプレイグ（右） |
| ジーメンス（左）とスプレイグ（右） |  |                                    |

電気鉄道の始まりはドイツの電気技術者ヴェルナー・フォン・ジーメンスによるものであった。ジーメンスは1879年ベルリンで開かれた商業博覧会で電気機関車の展示と電車の試験運行を実施し、その2年後の1881年、ベルリン・リヒターフェルデ間において路面電車の営業運転を開始した。この電車は小型の二軸車であり、2本のレールから直流電源を得て走行する方式であった。一方アメリカでは、電気駆動の父と呼ばれるフランク・スプレイグが1888年にリッチモンド (バージニア州)で路面電車の運行を開始するとともに、架線集電や弱め界磁、総括制御といった直流電気車の基本システムを確立した。
この直流電化で直巻電動機を駆動する手法は、電圧の制御に損失が伴う課題を抱えているものの、変圧器や整流器が不要であり、構造が簡便かつ安い製造費用で構成できる利点を有していた。このことから、さまざまな改良を加えながらも、基本構造はインバータ制御が普及する20世紀末まで広く用いられた。

#### 抵抗制御

抵抗制御の回路図。速度上昇とともに抵抗を減らし、電圧を上げていく。

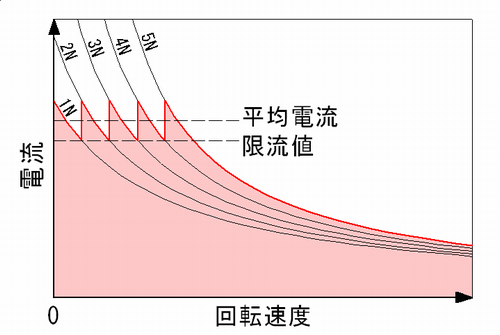
抵抗制御における回転速度と電流の関係の例。1N（全抵抗状態）から5N（抵抗なし）まで赤線をたどって制御する。

古くから用いられてきた直流電気車の制御は、以下を基本とする。
| 電化方式     | 直流電化（数百ボルトから数千ボルト） |
| 電動機       | 直巻整流子電動機                     |
| 定トルク制御 | 抵抗制御・直並列組合せ制御           |
| 定出力制御   | 弱め界磁制御                         |

ここで基本となるのは抵抗制御である。直巻整流子電動機は電流が回転速度に反比例することから、停止状態で電源電圧をそのまま作用させると、過大電流が流れ電動機を焼損したり、過大なトルクを発して車輪が空転を起こしてしまう。そこで、右図に示すように抵抗器を電動機と直列に配置して起動する。これによって電流は低く抑えられ、電源電圧は抵抗値に応じて電動機と抵抗器に分配される。起動時では、電動機の抵抗値に相当する逆起電力はほぼゼロであるため、電源電圧の大半は抵抗器に作用する。
やがて回転速度が上がってくると、電動機には印加電圧と逆向きの逆起電力が増加し、これにともなって電流が減少し発生トルクも下がっていく。ここで抵抗器の一部を短絡すると、電動機の印加電圧が上昇するとともに、電流とトルクが回復する。この要領で、回転速度に応じて電流が変化する電動機の特性に合わせ、段階的に抵抗を減らし、電流とトルクをほぼ一定に保つのが抵抗制御である。
抵抗値の切り替えを進段と呼び、機関車では機関士が電流計を見ながら手動で操作し、電車では制御装置が電流値を検出して自動進段する方法が主流である。このときの電流値を限流値という。また、抵抗器は電流を流すと熱を発するため、進段せずに電流を流し続けると過熱して損傷する。したがって、抵抗制御は速度を上げるための過渡的な制御であり、速やかに進段してすべての抵抗を短絡しなければならない。速度制限のある上り勾配など、進段途中の速度を維持したまま力行を行う場合は、運転士のノッチ操作により電源のオン・オフを繰り返す『ノコギリ運転』を行う必要がある。
抵抗制御のひとつの問題として、段階制御であることが挙げられる。抵抗値の進段を行う瞬間に電流値が跳ね上がり、これにともなってトルクが急変する。抵抗制御の電気車が発車してしばらくの間、加速に段階的な衝動を伴うのはこのためである。トルクの急変は乗り心地を損ねるばかりでなく、空転を引き起こす原因ともなることから、進段段数を多くして影響を抑えることが望ましい。図示の事例では4個の抵抗器を順に短絡する5段階の制御を示したが、抵抗値の異なる抵抗器を用意し、これらを組み合わせれば多段階の抵抗値が得られる。たとえば、抵抗値が異なる4組の抵抗器を用意すれば、理論上得られる抵抗値の組み合わせは16通りとなる。しかし、このような方法そのままではスイッチの開閉回数が極端に多くなり、また、各スイッチが電流を遮断する能力を持つ必要があるので、製品寿命の短さや製造費用が嵩むといった課題がある。さらに空転に対して条件の厳しい貨物用の電気機関車などでは、数段階の「副抵抗器」を別途用意し、進段時に小刻みな制御段を挿入して電流の微調整を可能とするものがあり、これを超多段制御、またはノギスの副尺（バーニヤ）に例えてバーニア抵抗制御と呼ぶ。

#### 直並列組合せ制御
抵抗制御におけるもう一つの問題として、抵抗損失がある。抵抗制御は電動機の印加電圧を抑えるため、余分となる電圧を抵抗器にかけ、電力の一部を熱として捨てる方法である。起動時は大半が抵抗器で消費され、進段にともなってその量は減っていくが、すべての抵抗を短絡するまでに消費する電力の半分が熱損失となってしまう（右図上段）。この損失は抵抗制御では避けられないが、これを低減する手法として組合せ制御の併用が一般に行われる。
一般に電気車では単一ではなく、複数の電動機が用いられる。組合せ制御は、これら複数の電動機配列を直列・並列に切り替えることで、個々の電動機への印加電圧を変えるものである。たとえば4個の電動機について考えてみると、4個直列の場合は電動機には電源電圧の4分の1しか作用しないが、そのうち2個ずつを並列につなぎ替えると電源電圧の2分の1が電動機に作用する（下図左）。この特性を利用すると、起動時には直列として印加電圧を抑え、速度が上がった段階で並列に切り替え印加電圧を起動時の2倍にすることができる。
この方法は電動機個数の組合せに限りがあることから、2段階ないし3段階程度の大雑把な電圧制御しかできないが、抵抗制御と併用することで抵抗損失を減らすことができる。たとえば2段階の組合せ制御に対し、直列および並列でそれぞれ抵抗制御を行なうと、右図下段に示すように抵抗損失を半分にすることができる。さらに、制御段数も増やすことができ、進段時の衝撃を小さくする効果も得られる。
また、抵抗制御は抵抗器の過熱を避けるため進段途中の速度維持が制限されるが、組合せ制御を併用することによって、途中段階の速度維持が可能となる。下図右に示す直列最終段は抵抗器を使用しないため、連続使用が可能である。
| 電源電圧 E 印加電圧 - 1/4E（直列）・1/2E（並列）                                  | 抵抗制御と組合せ制御による速度と電流の関係                                                             |
| 2段組合せの例。上段直列、下段並列。 並列時は直列時の2倍の電圧が電動機に作用する。 | 抵抗制御と組合せ制御による速度と電流の関係。直列および並列最終段は、抵抗を用いないので連続使用が可能。 |

#### 弱め界磁制御

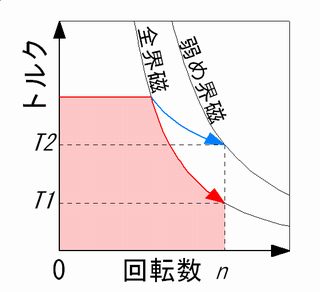
界磁を弱めると（青線）、回転速度nにおけるトルクはT1からT2に増加する。

抵抗制御・組合せ制御が最終段に達すると、電動機の印加電圧は最大となり、これ以上の電圧向上はできなくなる（下図の第一段階）。この状態で回転速度をさらに上げていくと逆起電力が増加し、回転速度に反比例して電機子電流（{\displaystyle I_{a}\,}）が低下する（下図の第二段階）。また、直巻電動機は電機子と界磁を直列としていることから、電機子電流がそのまま界磁電流となり、磁束（{\displaystyle \phi \,}）・電機子電流とも低下し、結果としてトルク（{\displaystyle T\,}）は回転数の2乗に反比例して急激に低下してしまう（右図赤線）。
{\displaystyle T=k\cdot \phi \cdot I_{a}}
ここでトルクの低下を抑制するには弱め界磁を用いる。下図の第三段階に示すように、界磁電流の一部を短絡したり別回路に流すことで界磁を弱めると、逆起電力が低下し電機子電流が回復する。このとき界磁磁束は小さくなるためトルクの低下は免れないものの、電機子電流を確保することで速度上昇にともなうトルクの低下幅を抑制できる（右図青線）。
界磁を弱める方法として、界磁の中間にタップを設けて界磁の一部を短絡する方法（界磁タップ制御または部分界磁式）や、界磁と並列に抵抗を配置して界磁電流の一部をバイパスさせる方法（界磁分流制御または分路界磁式）がある。いずれも段階的に界磁を制御する方法が採られ、ほぼ電機子電流が一定となるように制御する。これにより出力（=トルク×回転速度）を一定に保ったまま、加速することができる。界磁タップ制御は電動機の界磁巻線そのものにタップ端子を設ける必要があり、界磁磁束の制御段数も界磁分流制御ほど多くできないという欠点がある。
| 第一段階                                       | 第二段階                                                                               | 第三段階                                                                           |
| ---------------------------------------------- | -------------------------------------------------------------------------------------- | ---------------------------------------------------------------------------------- |
|                                                |                                                                                        |                                                                                    |
| 回転速度が上がり、印加電圧が最大となった状態。 | さらに回転速度を上げると、逆起電力が上昇し電流が減少する。電圧はこれ以上上げられない。 | 界磁電流をの一部をバイパスして界磁を弱めると、逆起電力が低下し、電流が確保できる。 |

弱め界磁は電圧を変えることなく中高速域のトルク特性を向上できるが、際限なく界磁を弱めていくと電機子反作用により磁束が乱れ、整流不良を起こしてしまうことから、一般に全界磁（弱め界磁を用いない状態）の35%程度にまで弱めることが限界とされる。さらに界磁を弱める場合は、電機子反作用を抑える補償巻線を界磁に付与することで25%程度まで可能となる。
また、弱め界磁はトルク向上の手段として用いられる以外に、逆にトルクを抑制する目的で使われる場合もある。逆起電力は回転速度に比例するため、回転速度がごく低い起動時はほとんど発生しない。したがって起動時に界磁を弱めた場合、逆起電力の影響はごく小さく、電機子電流はほとんど増加しない一方で、界磁磁束のみが小さくなることから、トルクは抑えられる方向へ作用する。この特性を利用して起動時のトルクを低く抑え、発車時の衝動を抑制する方式を弱め界磁起動と呼ぶ。

### 交流電気車の制御
黎明期の電気鉄道は、市街電車や都市近郊路線など近距離運行の鉄道に用いられた。これらは直流電化によるものであったが、長距離路線の電化が計画されると交流方式が送電面で優位と考えられるようになり、19世紀末にはスイスで世界初の交流電化が行われている。その後国土の広いヨーロッパやアメリカを中心に採用されたほか、第二次世界大戦後は交流電気車技術の発展が進み、日本の新幹線も交流電化を採用している。
交流は直流に比べ電圧の制御が容易であり、高電圧を用いることで送電損失が小さく、変電所などの地上設備費用が低い利点を備えるほか、電気車の制御面においても低損失・粘着力向上などの利点を有している。

#### 交流電気車と電動機
交流電気車は交流電化区間で走行する電気車を指すもので、必ずしも電動機として交流電動機を使用するわけではない。電化方式と電動機の組合せとして、次に示す方式がある。
三相交流を取り入れ、交流誘導電動機を駆動するもの。
初期の電化方式で用いられた方法。三相交流を用いることから電力設備・集電設備が複雑であり、誘導電動機の速度制御が難しかったことから、広く普及するには至らなかった。
単相交流を取り入れ、交流のまま整流子電動機を駆動するもの。
20世紀前半にアメリカやドイツで採用された方式。界磁に電磁石を用いた整流子電動機はユニバーサルモーターとも呼ばれ、直流だけでなく交流でも使用可能である。ただし、周波数の高い商用電力（50Hzや60Hz）では整流不良を起こすため、16 2/3Hz（16.7Hz、50Hzの3分の1）など特殊な周波数で電化が行われた。
単相交流を直流に変換し、整流子電動機を駆動するもの。
1950年代にフランスを中心に実用化された方法。電気車に整流器を備え、取り入れた交流を直流に変換してから、直流整流子電動機を駆動する。電化には商用電力をそのまま使用でき、広く普及した。
単相交流をコンバータ・インバータにより三相交流に変換し、交流電動機（誘導電動機・同期電動機）を駆動するもの。
20世紀後半から用いられる現在の標準方式。可変電圧可変周波数制御（VVVFインバータ）により、三相交流電動機を制御する方法。インバータの動作は直流電源を必要とするため、いったんコンバータにより直流に変換を行う。
ここでは主として、単相交流を直流に変換し、整流子電動機を駆動する電気車について述べる。交流電化では1万ボルト以上の高い電圧が用いられていることから、電動機に適した数百ボルトまで電圧を下げ、さらに直流電動機を駆動するため交流を直流に整流する必要がある。
| 電化方式     | 交流電化（1万数千ボルトから数万ボルト） | タップ制御と位相制御 |
| 電動機       | 直巻整流子電動機                        | タップ制御と位相制御 |
| 定トルク制御 | タップ制御・位相制御                    | タップ制御と位相制御 |
| 定出力制御   | 弱め界磁制御                            | タップ制御と位相制御 |
| 特記事項     | 変圧器による降圧・直流への整流が必要    | タップ制御と位相制御 |

交流は変圧器を用いて電圧を簡単に変えられる特性を持っており、変圧器を可変として電圧を制御するタップ制御が利用できるほか、波形の一部を取り出し平均電圧を制御する位相制御も可能である。この二つの電圧制御は幅広い速度制御に応用でき、抵抗制御に代表される直流電化に比べ損失が少なく、粘着性能においても有利である。

#### タップ制御

高圧タップ制御の回路図。

低圧タップ制御の回路図。

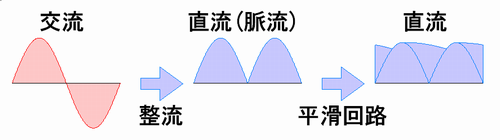
交流の直流（脈流）への整流と、波形の平滑化を描いた説明図。

変圧器は入力側の1次巻線と出力側の2次巻線から構成され、1次巻線に交流を流すと電磁誘導により2次巻線に電流が流れる仕組みである。2次巻線の出力電圧は1次巻線と2次巻線の巻数比率に比例することから、数万ボルトに及ぶ架線電圧を巻線比率を調整することによって、電動機に適した電圧（千数百 - 数百ボルト）に下げることができる。
ここで、巻線にタップを設けて巻数を可変とすれば、タップの切り換えによって異なる出力電圧が得られる。これを電動機の電圧制御に応用したのがタップ制御である。高圧側に前置した単巻変圧器のタップで切り替えを行なってから降圧変圧器で降圧するものを高圧タップ制御、2次巻線に対して行なうものを低圧タップ制御と呼ぶ。高圧タップ制御はタップで扱う電流が小さく、切り替え段数が多く取れる利点を有しているが、前置の単巻変圧器でタップ切換を行うため、変圧器が大型となり重量も増加する。このため、単巻変圧器と降圧変圧器の鉄心の一部（帰線磁路）を共用にして軽量化を図ったが、一見トランスの一次側をタップ切換するように見えて一部の技能者や鉄道ファンに誤解が拡がった。高圧タップ式では水銀整流器による整流をセンタータップ式回路にして、運転管理の必要な陰極を共通電位にして簡素化を図っても電圧切換は一組で済んだことで初期には主流だったが、大容量シリコン整流器の出現で、電圧切り替え機構が一組で済むブリッジ整流回路の採用が整備面においては利便性が高く、以降は低圧側での制御が主流となった。右図中段は低圧タップ制御の事例である。電動機の回転速度に合わせタップを切り替え、電動機の印加電圧を制御する。
一方、変圧器のタップ制御で得られるのは交流であり、直巻電動機を駆動するためには、整流器を用いて直流に変換する必要がある。初期の交流電気車では水銀整流器が用いられた。水銀整流器は位相制御が可能であったが、振動対策や取り扱いが難しく、後に開発された半導体素子によるシリコン整流器へ移行した。また、元々の交流は正弦波であり、整流器で得られる電流は周期的に波を持った脈流となることから、平滑回路を挿入してなだらかな直流とする（右図下段）。変圧器のタップ制御は、抵抗制御とは異なり電流の損失がほとんどなく、電圧の制御幅も自由度が高いことが特長である。
ところで、"タップ制御車は空転に強い"という俗説がある。タップ制御では”電動機が並列に接続され抵抗がないため空転が収束しやすく再粘着性に優れる”などという解説が巷にあふれているが、これは全面的に正しいとは言い難い（少なくとも上記の「理由」は明確に間違いである）。空転が発生した場合、当然にモーターによる逆起電力が急増し、回路電流が減る。自動進段制御の場合はこれを補う制御が行われ（抵抗制御・直並列組合せ制御の場合は抵抗が抜かれ）トルクが戻り、ますます空転するという状態を繰り返す。進段をしなければ回路電流は減り続けやがて空転が収まるはずであるが、再粘着時に回転が減ることで逆起電力も減少するためモーターにかかる電圧を減じない限り再度空転するはずである。よって空転を起こさない程度まで回路電流を減らして（ノッチを戻して）維持しなければ空転は収まらず運転を継続できないが、抵抗制御の場合は抵抗がすべて抜けた直列、直並列、あるいは並列の最終段以外において抵抗器の熱容量による制限で連続運転ができない。
これに対し、印加電圧を直接制御するタップ制御では、どのノッチでも連続運転可能であるため、空転しない最大の出力をかけて運転することが容易である。この点はタップ制御(サイリスタ位相制御でも同様ではある)の利点であるが、空転検知能力がなく自動進段を備えたタップ制御車を仮定すると、上述の通り空転が始まった場合には自動進段の抵抗制御車同様収まる見込みはない。しかしながら、国鉄の製造した交流専用機関車は全車手動進段であるから、空転時に勝手に進段してしまうこともない。すなわち、空転に強いという理由の半分は手動進段であることに依っている訳である。

#### 位相制御と無電弧タップ切換
タップ制御は電力効率や再粘着性能に優れる一方で、有限個のタップ切換による段階制御であることから、抵抗制御と同様に切換時のトルク急変が伴い、空転そのものが発生しにくいわけではない。また、タップ切換時には大きな電流を切り入りするため、タップに電弧（アーク放電）を生じやすく、変圧器を損傷しやすい危険性を抱えている。
これらの問題は、切り換えるタップの電圧差を連続的に制御して、トルクの急変や電弧発生を解消することで解決できる。これを電弧が生じないことから無電弧タップ制御、またはタップ間連続電圧制御と呼び、電圧の連続制御には位相制御を用いる。整流器に制御極（ゲート）を設けると、特定のタイミングで整流器をオンにできる。この特性を利用し、交流電流の波形に合わせてオンするタイミングをずらすことにより、平均電圧を連続的に制御するのが位相制御の仕組みである（右上図）。
位相制御の歴史は比較的古く、1935年（昭和10年）には水銀整流器による格子位相制御と組合せ制御を併用した電気機関車がドイツで試作されている。その後、第二次世界大戦を挟んで、1950年代から交流電気車の技術開発が活発化し、水銀整流器によってタップ間の電圧を連続的に制御できる車両が開発される。この当時は、トランジスタが発明され真空管に取って代わっていった時代であり、ほどなく水銀整流器も半導体素子であるシリコン整流器へと移行し、安定した性能が得られるようになった。その一方で、シリコン整流器は位相制御ができなかったため、無電弧タップ切換を行うには磁気増幅器の併用を必要とした。その後、制御極付きのシリコン整流器であるサイリスタが開発され、1960年代から電気車の位相制御に用いられるようになった。
右下図は、サイリスタを二組用いて無電弧低圧タップ切換を行う場合の概念を示したものである。1段目のタップを投入するとき、サイリスタT1を無点弧（出力ゼロ）の状態にしておくと、タップに電流が流れないため電弧を生じない。次に、サイリスタT1によって位相制御を行い、1段目のタップ電圧をゼロから最大まで制御したのち、2段目のタップをサイリスタT2に投入し同様に連続位相制御を行う。サイリスタT2の電圧が最大に達すると、T1はすべてT2に包含され電流が流れなくなるため、1段目のタップを切っても電弧はやはり生じない。この要領で、二組のサイリスタを交互に用いることにより、タップ切換で電弧を生じることなく連続的な電圧制御が可能となる。図の例ではサイリスタを用いたが、二組の磁気増幅器を用いても同様の制御が行える。

#### サイリスタによる連続位相制御
サイリスタの技術開発によって小型軽量な半導体素子による連続電圧制御が可能となると、さらに考え方を一歩進めて、タップ切換器を敢えてなくしてしまうことが考えられた。タップ切換は機械的なスイッチによって行われるが、これをサイリスタに置き換えて完全な無接点化を実現し、機器構成の簡素化・軽量化や整備性の向上を図るものである。この方式を一般にサイリスタ連続位相制御、あるいは単にサイリスタ制御と呼ぶ。
右図はサイリスタ連続位相制御の構成を示したものである。変圧器の2次巻線を分割してそれぞれにサイリスタを配置し、ダイオードブリッジを介して接続するダイオードブリッジに代え、サイリスタを順に位相制御すれば、右図下段のように出力電圧を連続的に変化させることができる。本方式において、サイリスタは分割された2次側出力の位相制御を行うとともに、タップスイッチの役目も兼ねており、故障の原因となりやすい機械的なスイッチをまったく用いないことが特長である。図は4分割の事例を示したが、容量に応じて6分割としたり、出力の小さい電車では2分割の例もある。
また、サイリスタを用いた交流電気車は制御回路を逆にして、比較的簡単に電力回生制動が使用できる。整流子電動機を直流発電機として用い、サイリスタブリッジでインバータ回路を構成して、得られた交流電力を架線に戻す構造である。回生制動を使用する構成の場合、主回路とは別に界磁用の位相制御回路を組み、分巻電動機を用いて界磁を他励とすることがある。電機子電流とは別に、界磁を連続制御することによって、安定した回生ブレーキや勾配抑速ブレーキにおける定速制御を実現している。
サイリスタ制御は優れた特性を持つ一方、位相制御は滑らかな正弦波（サインカーブ）を途中でカットする方法であり、出力電圧が不連続で乱れた状態になる。これによって交流電源の周波数とは異なる高調波を生じ、変電所や信号設備などの地上設備に有害な誘導障害を引き起こすことがある。位相制御を行う無電弧タップ切換も同様であるが、タップ段数に比べてサイリスタ制御の2次巻線分割数は少なく、波形の乱れが大きい後者の問題はとりわけ顕著である。これを防止するため、車両や地上設備にフィルタを設けるなどの処置を必要とする。
またブリッジ（整流回路）にはサイリスタとダイオードで構成されたサイリスタ・ダイオード混合ブリッジと、ブリッジがすべてサイリスタで構成されたサイリスタ純ブリッジとがあり、後者は位相制御と整流をまとめて行う方式であり、純サイリスタ制御とも呼ばれる。

#### 交流電気車と弱め界磁の組合せ

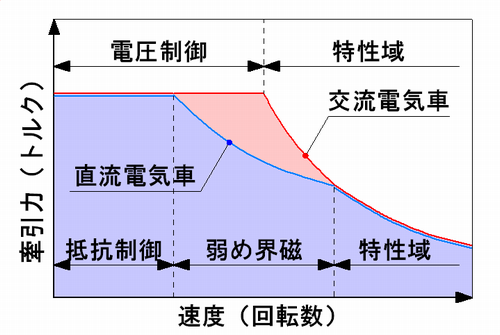
直流電気車と交流電気車の速度-牽引力特性の例を示した事例図。

抵抗制御を用いた直流電気車では印加電圧が最大に達すると弱め界磁制御により中高速域のトルク特性を改善するが、同様に直流整流子電動機を用いる交流電気車でも弱め界磁を用いることは可能である。しかしながら、電源電圧と電動機個数の組合せで最大印加電圧が決定する直流電気車とは異なり、交流電気車では変圧器の設定で幅広い電圧制御が可能であることから、必ずしも弱め界磁を必要としない場合がある。
右図は、抵抗制御と弱め界磁制御を用いた直流電気車（青線）と、交流電気車（赤線）の速度と牽引力の関係を示した事例である。一般に直流電気車は定トルク領域（抵抗制御）が低い速度で頭打ちとなり、弱め界磁により定出力制御を行って中高速域のトルク特性を補うのに対し、交流電気車では比較的高い速度まで定トルク（電圧制御）で制御できる。したがって、とくに弱め界磁を利用しなくても、あるいはわずかに界磁を弱めるだけで十分な高速性能が得られる。初代新幹線車両である0系は定トルク領域を167km/hの高速度まで設定し、弱め界磁を用いない設計であった。一方、さらなる高速性能を確保したい場合は、弱め界磁の併用も有効である。

### 直流電気車へのサイリスタの適用

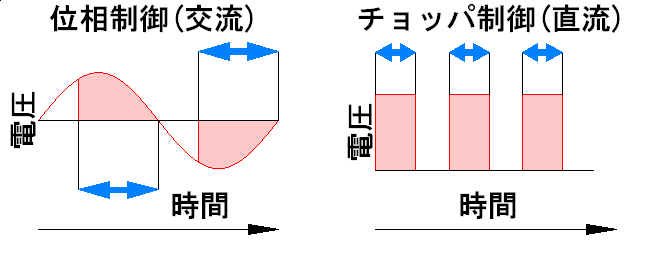
位相制御（左）とチョッパ制御（右）

サイリスタの登場は、直流電気車ではこれまで一般に不可能であった、連続電圧制御による粘着力特性の改善や低損失、無接点化、また安定した回生制動の使用を可能とした。本節では、サイリスタに代表される半導体素子を直流電気車の速度制御に適用した事例について述べる。
直流電気車に対し主として用いられる制御方式がチョッパ制御である。これはサイリスタのスイッチング作用を直流電源に適用したもので、交流電気車における位相制御と同様に、連続的にかつ無接点で電圧制御を行うことが可能である。また、直流電気車においても、容量は小さいながら制御用の交流電源を有しており、これを位相制御することによって界磁を制御し、速度制御や回生制動に応用する方式も用いられる。
| 電化方式     | 直流電化 （数百ボルトから数千ボルト） | 直流電化 （数百ボルトから数千ボルト） | 直流電化 （数百ボルトから数千ボルト） | 直流電化 （数百ボルトから数千ボルト） | 直流電化 （数百ボルトから数千ボルト） |
| 制御方式     | 電機子チョッパ制御                    | 界磁チョッパ制御                      | 界磁位相制御                          | 界磁添加励磁制御                      | 高周波分巻チョッパ                    |
| 電動機       | 直巻電動機                            | 複巻電動機                            | 複巻電動機                            | 直巻電動機                            | 分巻電動機                            |
| 定トルク制御 | チョッパ制御                          | 抵抗制御・直並列組合せ制御            | 抵抗制御・直並列組合せ制御            | 抵抗制御・直並列組合せ制御            | チョッパ制御                          |
| 定出力制御   | 弱め界磁制御                          | 界磁チョッパ制御                      | 界磁の位相制御                        | 界磁の位相制御                        | 界磁チョッパ制御                      |

#### チョッパ制御の仕組み

チョッパ制御の概念。高速でスイッチのオンオフを行い、オン時間の長さで平均電圧を制御。

チョッパとは『切り刻む』ことを意味するchopに由来し、電流を切り刻むことによって電圧制御を行う方法である。右図は降圧チョッパの概念を示したもので、一定の電圧で供給される直流電源に対し、高速でスイッチのオン・オフを行い、スイッチオンとオフの時間比率を変えることによって、任意の電圧に落とすことができる。すなわち、オンの時間を短く取れば平均電圧は低くなり、逆にオンの時間を長くすると高い平均電圧が得られる。このように一定の周期の中で、オンオフの時間を変えて電圧を制御する方法を、パルス幅変調 (PWM) と言う。
ここでスイッチの役目を果たすのが、サイリスタをはじめとする半導体素子であり、無接点で高速なスイッチングを行う。チョッパ制御は、交流における位相制御と同様の作用を持ち、電圧を連続的に制御できる利点を有している。
その一方で、サイリスタはスイッチオンの動作のみを持ち、電流がゼロになるまでスイッチオンを維持する特性がある。交流を用いた位相制御では周期的に電流がゼロになることから、自然にスイッチがオフとなるのに対し、直流を用いるチョッパ制御では強制的にスイッチオフとするための回路が別途必要となる。このため、大電流を扱うチョッパ装置は、回路構成が複雑で高価なものとなりがちであった。後にPWMを行う素子として登場したGTOサイリスタやIGBTは、スイッチオンに加えスイッチオフの動作も合わせ持つ半導体素子である。

#### 電機子チョッパ制御
電機子チョッパ制御は主回路にチョッパ制御を組み入れた構造で、電機子電流の電圧制御をチョッパで行う方式である。旧来抵抗制御や直並列組合せ制御により行っていた、電動機への印加電圧の制御を降圧チョッパに置き換え、連続的に電圧を制御するものである。抵抗を用いないことから損失が小さく、電圧を連続的に制御できるため空転を起こしにくく、粘着性能に優れる。
また、電機子チョッパ制御では回生制動を有効に利用できる利点を有している。回生制動は電動機を制動時に発電機として利用し、得られた電力を電車線（架線等）に返還する制動方式であり、回生電圧は架線電圧を上回る必要がある。直巻整流子電動機の起電力は回転速度に比例するため、回転速度が低いときは十分な電圧が得られず、旧来の抵抗制御等による方法では広い速度域で回生制動を利用することが困難であった。これに対し電機子チョッパ制御では、力行時の降圧チョッパ回路を、低い電圧を高くする昇圧チョッパに組み替えることが可能であり、低速時の起電力が低い場合でも電圧を上げて架線に戻すことが可能となった。
一方で、電機子チョッパは、パワーエレクトロニクスが発展途上にあった1960年代から1970年代に実用化されたため、
- 電機子を流れる大きな電流を制御することから、装置が大がかりで製造費用が高い。
- 位相制御と同様、高調波を生じ誘導障害を引き起こすことがある。

などの問題も有していた。
また、昇圧チョッパの利用によって低速域まで回生制動が使用できる反面、高速域では電動機の起電力が架線の電圧を大きく超え、回生制動の使用が難しくなる問題も抱えていた。このため、電機子チョッパ制御では一般に直並列組合せ制御を行わないが、高すぎる回生電圧を制御するために制動時に直並列の組み替えを行う構造を搭載した車両もある。
このように、本方式は粘着性能に優れており、しかも電流の抵抗損失を生じない一方で、高速域の回生制動に難のある方式であった。このため、高速運転は行わないが、高い加速度（高い粘着性能）を必要とし、トンネル内の温度上昇を抑制する必要のあった地下鉄車両にしばしば用いられた。

#### 界磁制御への適用
- 回生制動利用が可能。
- 定速制御が可能。
- 製造費用が比較的低い。
- 高調波や励磁音の発生が小さい。

- 抵抗制御が基本のため抵抗損失があり、粘着性能に劣る。
- 停止までの回生制動が不可（打ち切り）。

主回路にチョッパ制御を適用した電機子チョッパ制御は、直流電気車の性能に変革をもたらしたが、大電流を扱う制御装置が高価なことが問題であった。そこで、主回路よりも扱う電流の小さい界磁調整器に対し、サイリスタ等の半導体素子を適用する方式が開発された。すなわち、起動時における定トルク制御は旧来の抵抗制御を踏襲して製造費用を抑える一方、弱め界磁制御や制動時において界磁を積極的に制御し、幅広い速度域での回生制動の使用や定速度制御を可能とするものである。
さて、回生制動を扱う場合、電動機が発する電圧が低いと回生電力を架線に戻すことができず、高すぎる電圧は電力施設を損傷してしまう。このため、電動機の発する電圧を一定の幅に制御しなくてはならない。電動機から得られる電圧（{\displaystyle E\,}）は、界磁磁束（{\displaystyle \phi \,}）および回転数（{\displaystyle n\,}）と以下の関係にある。
{\displaystyle E=k\cdot \phi \cdot n}
すなわち、回生電圧は界磁の強さ（界磁磁束）と速度（回転数）に比例するため、速度が落ちるにつれて回生電圧は低下してやがて失効する。電機子チョッパでは低下した電圧を昇圧チョッパによって高めることで、低い速度での回生制動に対応していた。これに対し界磁を制御する方法では、回転数（{\displaystyle n\,}）の増減に合わせて、界磁磁束（{\displaystyle \phi }）を変えることで回生制動を実現する。つまり、速度が高いときは界磁を弱め、速度が低くなると界磁を強めて、幅広い速度域で一定幅の電圧を得る。ただし、界磁の制御だけでは限界があり、ある速度（一般に15km/hから30km/h程度）を下回ると十分な回生電圧が得られなくなり、空気ブレーキ等に切り替えられる。
界磁を自由に変化させるには、電機子と界磁が直列の直巻電動機よりも、電機子と界磁が独立した分巻電動機が適している。その一方で、起動から力行にいたる速度制御には直巻電動機が適しているため、直巻と分巻の特性を合わせ持つ複巻電動機を用いたり、力行時と回生時で界磁の特性を直巻・分巻に使い分ける制御などが行われる。また直巻電動機の界磁を別電源で駆動・制御すれば電気的には分巻特性に当たり、全電圧を印加する元々の分巻コイルよりもインダクタンスが桁外れに低く、時定数が小さくなるので制御系としては高速応答になり安定動作となる。
代表的な方式として、次の3方式が挙げられる。これらの方式は抵抗制御を基本とするため抵抗損失は避けられないが、安価に回生制動を実現できるため、多くの電車に採用された。

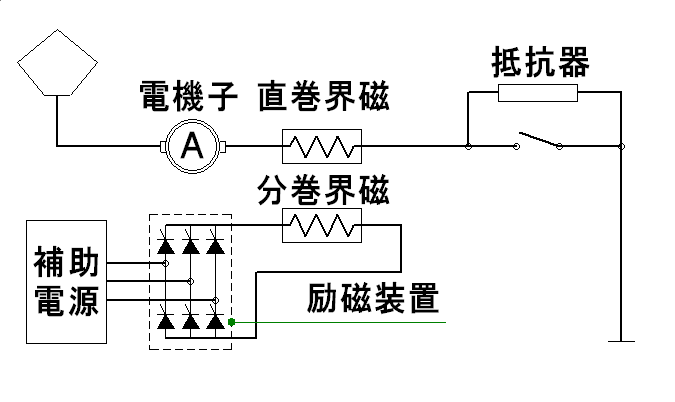
界磁位相制御の回路図。

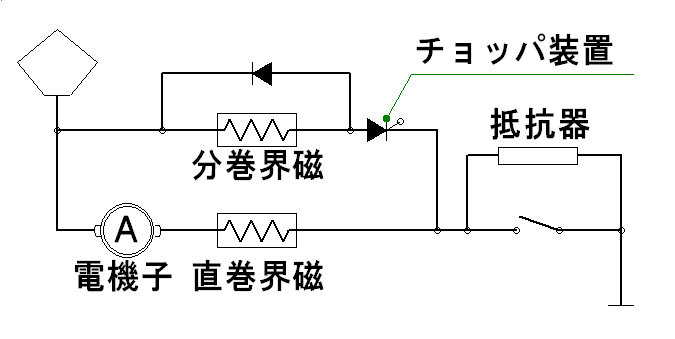
界磁チョッパ制御の回路図。

界磁位相制御
電動機として直巻界磁と分巻界磁の二つを持つ複巻電動機を使用し、分巻界磁は補助電源によって他励方式とするのが特徴である。このため他励界磁制御とも呼ばれる。補助電源は、制御機器の動作や空調機器などに使われるもので、直流電気車であっても一般に三相交流で供給される。この三相交流電源を励磁装置によって位相制御することにより、分巻界磁の連続制御を行う。
励磁装置には一般にサイリスタ等が用いられるが、これら半導体素子の登場以前にも磁気増幅器で位相制御し、本方式を採用した車輌もある。
界磁チョッパ制御
界磁位相制御と同様に複巻電動機を用いるが、本方式は分巻界磁を直巻界磁と並列に配置する点が特徴である。分巻界磁を流れる直流電流をチョッパ制御することで、界磁の連続制御を行う方式である。他の方式と同様、抵抗制御で起動し、界磁の連続制御は弱め界磁制御や回生制動時に用いられる。
チョッパ制御登場以前に、可変抵抗により分巻界磁の界磁調整を行う方式が存在し、本方式はこれを電力用半導体素子に置き換えたものと言える。旧来の界磁調整器に比べ保守性・応答性の面で有利であり、電機子チョッパに比べても回路が安価であったことから、多数の採用例がある。
一方、複巻電動機は構造が複雑で、負荷や架線電圧の変動に弱く、保守に手間がかかるという難点を合わせ持っていた。
界磁添加励磁制御
他の方式と異なり、製造費用・保守面で有利な直巻電動機を用いることが特徴である。直巻界磁に分流回路を設けるとともに、補助電源による励磁装置から直巻界磁に電流を添加して界磁の連続制御を行う。励磁装置は、一般に三相交流の補助電源を位相制御するが、直流の補助電源からDC-DCコンバータとして動作する形式もある。
力行時は抵抗制御により起動し、弱め界磁制御域に達すると誘導コイルに電流を分流させるとともに、励磁装置から分流回路とは逆向きの電流を添加する。この電流を徐々に弱めていくと直巻界磁の電流が減少し、連続的な弱め界磁制御を行うことができる。
一方、回生制動時においては、バイパスダイオードによって電機子電流はすべて誘導コイルに流れる。直巻界磁には励磁装置からの電流のみが流れ、直巻電動機でありながら非常に高速応答の界磁を持つ分巻電動機として制御でき、幅広い速度での安定した回生制動を可能にしている。
| 界磁添加励磁制御の回路図。力行（全界磁）。抵抗制御で起動する。  |  | 力行（弱め界磁）。速度が上昇すると添加電流を連続制御して弱め界磁を行う。 |  | 回生ブレーキ。速度の変化に合わせて界磁を連続制御する。 |
| 界磁添加励磁制御の回路図。 力行（全界磁）。抵抗制御で起動する。 |  | 力行（弱め界磁）。速度が上昇すると添加電流を連続制御して弱め界磁を行う。 |  | 回生ブレーキ。速度の変化に合わせて界磁を連続制御する。 |

電機子チョッパ制御が地下鉄車輌を中心に用いられたのに対し、これらの手法は高速運転を行う郊外電車や優等列車に用いられた。高速電車においては、界磁制御領域が広いため抵抗損失の影響は軽微である一方、回生電力は速度の二乗に比例するため、高速域での回生制動性能に優れる本方式が一般に有利となる。

### VVVFインバータ制御
交流電動機を、その特性に合わせて任意の速度、回転数で動作させるために、（静止）インバータにより任意の周波数と電圧を発生させる方式を一般に「インバータ方式」というが、鉄道業界関係ではそれを「電圧-周波数比例制御」として特に「VVVFインバータ方式」、あるいは「VVVF方式=可変電圧可変周波数制御方式」と呼んでいる。VVVFという単語は、可変電圧可変周波数を直訳した和製英語である。
交流の周波数（同期速度）を追って回る交流モータを使う場合、従前は任意周波数の電源がなかなか得られず、商用周波数 (50Hz、60Hz) 固定の電源で起動させるため、任意速度での運転ができず商用周波数での同期速度付近でのみ運転可能で、起動トルクが小さかったり、効率を落としたり、定常運転時は大出力交流モータを軽負荷で使っていた。そうした経過で従前は、その動作特性も、取り扱い法も商用周波数固定でのものが広く知られているだけで、回転数、周波数特性はほとんど記述が無く知られていなかった。
同期速度とは回転磁界の速度で、電機子構造が2・P極の場合、周波数f/Pとなる。小型機に一般的な4極構造ではf/(4/2) が同期速度。60Hzであれば2極で60rps（毎秒回転数）、4極で30rps、6極で20rpsが同期速度である。60を掛ける記述は秒速-分速単位換算のrpm（毎分回転数）表示である。

#### トルクの電圧・周波数特性

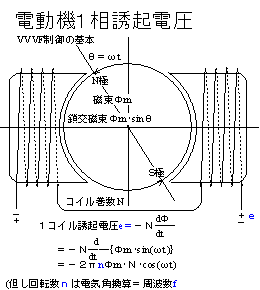
電動機の1相誘起電圧と回転数

トルクの周波数特性としては、（電圧V/周波数f）2 に比例し、さらに誘導電動機では、停動トルクより微少な場合はスベリ周波数ｆs に比例する（一般的な「すべり率S」ではなく「すべり周波数ｆs 」であることに注意）。同期電動機では電機子磁界と回転子磁界の角度δに関して sin(δ/2) に比例する。これを式で表現すれば、
- {\displaystyle T=k_{1}\phi I\fallingdotseq k_{2}(V/f)^{2}f_{s}}

ここに、{\displaystyle k_{1},k_{2}}は比例定数、Iは電機子電流、{\displaystyle \phi }は鎖交総磁束、Vは電圧、fは電源周波数、{\displaystyle f_{s}}はすべり周波数である。すなわち V/f を一定にして（=電圧と周波数を比例させて）ゼロから徐々に増やして起動すればよく、周波数に応じた任意の速度での運転ができる。

#### 任意周波数電源をパワー半導体で構成
近年の電力用半導体の進歩により、任意周波数、任意電圧の交流電力を生成するインバータ（直流 - 交流変換器）が得られるようになり、交流モータの特性に合わせて、電機子誘起起電力+インピーダンス降下の電圧を供給して駆動することで任意の速度で運転できるようになった。電機子誘導起電力は磁界が一定であれば回転数、すなわち周波数に比例するから、供給電圧／周波数をほぼ一定にして速度制御することがVVVFインバータ制御の基本である。

#### 鉄道車両では
鉄道車両ではこの電圧・周波数比例領域（V/f一定領域）を特に「VVVF領域（=可変電圧可変周波数領域）」と呼んでいる。インバータの最大電圧以降の高速領域は電圧一定で周波数を上げるので「CVVF領域（=定電圧可変周波数領域）」と呼ぶが、CVVF領域のうち、電流一定で加速を続ける領域は、誘導電動機であればスベリ周波数を増やして加速するが供給電力としては一定（=電圧一定×電流一定）なので「定電力領域」と呼び、トルクは回転速度に反比例する。停動トルク（脱出トルク）に近づくとスベリは増やせなくなり周波数のみを増やす「特性領域」となり、トルクは回転速度の2乗に反比例する。これは、V/f一定・すべり周波数制御と呼ばれている。
近年では更に瞬時変化の過渡応答特性の改善のためベクトル制御を加えている。空転や滑走など急激な負荷の変化に対しスベリ周波数制御だけで追従制御したのでは整定時間が大きく掛かり、加速、減速が鈍くなってしまう。これを高速演算で最適位置に駆動磁界を作ることで応答遅延を防ぐ過渡状態収束制御である。
同期電動機の場合は、すべりはゼロで、回転磁界と回転子磁界の遅れ角δの半角の正弦に比例したトルクを生ずる。最大電圧到達以降はそのままでは電動機誘起電圧が速度に比例して過電圧となり、直流励磁型同期電動機では速度に反比例で励磁磁束を減らす調整が求められる。
永久磁石同期電動機 (PMSM) の場合は、電機子反作用(直軸反作用)を利用して永久磁石による鎖交磁束を減じることで、誘起電圧の上昇が抑制される(弱め磁束制御)。PMSMでは、電機子反作用による進み電流でリラクタンストルクが増加するため、誘導モーターと同様にCVVF領域での定出力運転が可能となる。
なおIPMSMでは、必要に応じて惰行運転中にも弱め磁束制御が行われる。この制御は同機調相機における減磁作用と同じ運転状態であり、力率が0％となる。そのため、モーター電流の増減に関わらず力行・制動トルクは一切発生しない。

#### 直流電動機制御との比較
直流電動機制御との比較でいえば、「電機子誘導起電力（=逆起電力）+内部抵抗降下」を直流電動機に加えて起動させるのが抵抗制御やチョッパ制御の基本だから、VVVFインバータ制御はその制御に周波数と位相が加わるだけで基本は同様である。「定電力領域」と「特性領域」についても直流電動機の「弱界磁領域=定電力領域」「特性領域」と変わらない。またVVVF領域も定トルクに制御すれば抵抗制御直流電動機での「定トルク領域」と同様である。
鉄道では折れ点を合わせてVVVFインバータ制御車と抵抗制御車を併結運転している例もある。

#### インバータの制御対象
インバータ制御の対象となる鉄道用交流モータは、かご形誘導電動機が一般的だが、TGVなどでは電磁石同期電動機が用いられていることもあった（新しい車両では誘導電動機が採用されている）。ともに回転磁界を直に作れる三相交流式である。誘導電動機のすべり率Sは回転子での電力損割合なので、定スベリ周波数制御をすると低速回転ほど損失率が増え効率が下がるので、低速回転になる直接駆動モーター (DDM) ではスベリ回転のない同期電動機が選ばれることが多い。しかしながら低速回転電動機のため重量が嵩み、新幹線保守の経験から「線路損傷が軸重の4乗と速度の2乗に比例する」ことが分かり、回生制動技術も発達したこともあって、JR東日本E993系電車（試験電車）、JR東日本E331系電車（量産先行車）1編成（=7両編成×2：14両）と試用車両に留まり、量産車は作られないまま一般方式の次世代車であるJR東日本E233系電車が投入された。

### 交流直流両用車両
交流電化区間と直流電化区間を直通する列車は、当初はその境界で機関車を付け替え両区間直通していた。北陸本線米原駅 - 田村駅間では当初、交流直流の間を蒸気機関車牽引で繋ぐ間接切替方式がとられたほか、黒磯駅などでは駅構内で架線への給電を切り換える地上切替方式がとられたが、列車の高速化要求に伴い、交直両区間に電流が通らないデッドセクションを設けてその区間を走行中に車上切替方式に移行し、これを直通できる「交直両用」車両が開発された。
その構造は、基本的には直流車両に直流変電設備を乗せて、切り換えて使うものであり、走行特性としては直流車両に準じる。

#### シリコン整流器式
直流用の新性能電車の構造を基本構造としてトランスとシリコン整流器を搭載した車両が常磐線と関門トンネル運用を含む鹿児島本線に投入された。当初は電源周波数毎に別形式として投入されたが、長距離用車両から50/60Hz両周波数共用形式となった。基本的な走行装置は低い周波数の50Hzに対応していれば60Hz兼用にでき、周辺装置の共用化で3電源化したことで大阪駅 - 青森駅間特急「白鳥」などが運行された。シリコン整流器では回生ブレーキが不可能だが、当初の新性能電車は発電ブレーキ方式のみ採用していたので支障はなかった。

#### PWMコンバータ式
ところが、VVVFインバータ制御車になると、整流部に可逆性のある (PWM) コンバータを採用して、高力率で広範に回生制動を可能にして効率改善を図ると共に、交流専用車両に匹敵する高い粘着力を利用でき、高加速度、高減速度、そして編成の中に組み入れられる電動車を減らせるようになった。